# Timotheus Samuel Aktaş
Mor Timotheus Samuel Aktaş (Beth Kustan, (Tur Abdin), * 1 januari 1945), is aartsbisschop van de Syrisch-Orthodoxe Kerk van Antiochië in Tur Abdin.

## Leven
Hij is geboren in 1945 in Beth Kustan, een dorp in Tur Abdin, Turkije. 
Na het afronden van zijn school in zijn dorp, werkte hij als leraar voor de Syrische taal en godsdienst. In 1961 sloot hij zich aan bij het klooster van Mor Gabriel en besloot te kiezen  voor het leven als monnik. In 1962 werd hij gewijd tot diaken en in 1964 ging hij de monniksorde in. Na zijn legerdienst in 1967 nam hij de leiding van het seminarie in het klooster dat door de toenmalige abt Yeshu Çiçek werd gevestigd. In 1969 ging hij naar de VS om theologie en Engels te studeren. Bij zijn terugkeer in 1972 werd hij benoemd als abt van het Klooster Mor Gabriel.
In 1980 eerde patriarch Mor Ignatius Zakka I Iwas hem met het "Heilige Kruis" voor zijn grote inspanningen in het klooster. Na het overlijden van de toenmalige aartsbisschop van Tur Abdin, Philexinus Ilyas Cankaya in 1984 werd hij verkozen tot aartsbisschop voor het aartsbisdom van Tur Abdin en werd gewijd als Timotheus bij het patriarchaat in Damascus door de patriarch op 10 februari 1985. 
Sindsdien leidt hij het aartsbisdom van Tur Abdin en het klooster Mor Gabriel in Midyat.

## Bijzonderheden
Mor Timotheus heeft verscheidene prijzen als erkenning voor zijn dienst ontvangen. In 1993 gaf de kerk van Finland hem een prijs voor zijn onophoudelijke inspanningen tijdens de Golfcrisis in 1991 voor het helpen van de Iraakse vluchtelingen. Opnieuw in 1993 werden hem twee eretitels gegeven, door het Collegium Sancti Spiritus (doctor in de theologie) en door Diandra University (doctor in de theologie). 
Mor Timotheus is een van de prominente leiders van de gemeenschap die zich heeft verzet tegen de emigratie van de Syrisch-orthodoxe gelovigen naar Europa in de laatste paar decennia. 
Zijn inspanningen om de moeilijke situatie in het gebied te verlichten hebben de christelijke aanwezigheid in Tur Abdin gehandhaafd.